# Keaton McCargo
Keaton McCargo (ur. 10 lipca 1995) – amerykańska narciarka dowolna specjalizująca się w jeździe po muldach. W 2015 roku wystąpiła na mistrzostwach świata w Kreischbergu, zajmując dwunaste miejsce w jeździe po muldach i trzynaste w muldach podwójnych. Podczas rozgrywanych dwa lata później mistrzostw świata w Sierra Nevada była odpowiednio dziesiąta i ósma. W zawodach Pucharu Świata zadebiutowała 17 stycznia 2013 roku w Lake Placid, gdzie była 24. w jeździe po muldach. Tym samym już w swoim debiucie zdobyła pierwsze pucharowe punkty. Na podium zawodów tego cyklu po raz pierwszy stanęła 10 grudnia 2016 roku w Ruka, zajmując trzecie miejsce w tej samej konkurencji. W zawodach tych wyprzedziły ją jedynie Britteny Cox z Australii i Francuzka Perrine Laffont. Najlepsze wyniki osiągnęła w sezonie 2017/2018, kiedy zajęła 30. miejsce w klasyfikacji generalnej. W 2018 roku wystąpiła na igrzyskach olimpijskich w Pjongczangu, gdzie była ósma.

## Osiągnięcia

### Igrzyska olimpijskie
| Miejsce | Dzień     | Rok  | Miejscowość | Konkurencja      | Zwycięzca       |
| ------- | --------- | ---- | ----------- | ---------------- | --------------- |
| 8.      | 11 lutego | 2018 | Pjongczang  | Jazda po muldach | Perrine Laffont |

### Mistrzostwa świata
| Miejsce | Dzień       | Rok  | Miejscowość   | Konkurencja      | Zwycięzca               |
| ------- | ----------- | ---- | ------------- | ---------------- | ----------------------- |
| 12.     | 18 stycznia | 2015 | Kreischberg   | Jazda po muldach | Justine Dufour-Lapointe |
| 13.     | 19 stycznia | 2015 | Kreischberg   | Muldy podwójne   | Hannah Kearney          |
| 10.     | 8 marca     | 2017 | Sierra Nevada | Jazda po muldach | Britteny Cox            |
| 8.      | 9 marca     | 2017 | Sierra Nevada | Muldy podwójne   | Perrine Laffont         |

### Puchar Świata

#### Miejsca w klasyfikacji generalnej
- sezon 2012/2013: 221.
- sezon 2013/2014: 104.
- sezon 2014/2015: 37.
- sezon 2015/2016: 84.
- sezon 2016/2017: 36.
- sezon 2017/2018: 30.

#### Miejsca na podium w zawodach
1. Ruka – 10 grudnia 2016 (muldy) – 3. miejsce
2. Tazawako – 3 marca 2018 (jazda po muldach) – 3. miejsce